# Андерсин, Михаил Фёдорович
Михаил Федорович Андерсин (1850—1911) — русский военный и гражданский инженер-строитель, мостостроитель.

## Биография
Родился в 1850 году. Окончил Николаевское инженерное училище (1874) и Петербургское строительное училище (1875), после окончания которого был помощником Н. Л. Бенуа на постройке летнего театра в Павловске.
В 1876 году был призван на военную службу; участвовал в русско-турецкой войне в составе 5-го саперного батальона; капитан. В период военных действий (1877—1879 годы) занимался ремонтом Эски-Загрского шоссе, построил 42 деревянных моста.
По возвращении в Петербург, в 1880 году поступил на службу в городское общественное управление, где занимал должности техника-контролера (1880—1882), техника Александро-Невской части (1883—1886), старшего городского техника (с 1887). За время работы в управе принял участие в проектировании и в надзоре за строительством и реконструкцией городских мостов и набережных, входил в состав исполнительной комиссии по постройке Троицкого моста. Действительный член Московского архитектурного общества.
Жил в Петербурге по адресу набережная реки Карповки, 21. С сентября 1881 года вследствие политической неблагонадежности состоял под негласным надзором полиции. 

## Проекты и постройки
- Летний театр в Павловске (по проекту и под руководством Н. Л. Бенуа);
- Водоём Киево-Печерской лавры (1875—1876);
- Административное здание римско-католической церкви. Невский проспект, 32—34 (1883);
- Здания водочного завода «Келлер и К°» — башня для ректификатора (1885), производственные помещения (1883—1887). Набережная Обводного канала, 92;
- Башня для ректификатора водочного завода «Облов и К°». Курляндская улица, 29 (1885);
- Архангелогородский мост через Обводный канал (1886, не сохранился);
- Благовещенский мост через Монастырку (1887, не сохранился);
- Дом И. А. Хрущева. Правленская улица, 18;
- Дом И. А. Хрущева. Санкт-Петербургский проспект, 40 / Правленская улица, 16;
- Собственный дом. Набережная реки Карповки, 21 (1905);
- Детский римско-католический приют им. И. Фихтнера. 9-я линия, 60 (1899—1900).